# سووودول (سمدروو)
سووودول (به صربی: Suvodol) یک منطقهٔ مسکونی در صربستان است که در اسمدرفو واقع شده‌است. سووودول ۸۴۹ نفر جمعیت دارد.